# Emir Kusturica
Nemanja Emir Kusturica (Sarajevo, Iugoslàvia, a l'actual Bòsnia i Hercegovina, 24 de novembre de 1954) és un director de cinema i músic serbi. Des de la fi de la dècada del dels vuitanta i a la dècada dels noranta va guanyar popularitat com a director i va rebre diversos premis en festivals internacionals.

## Vida i obra

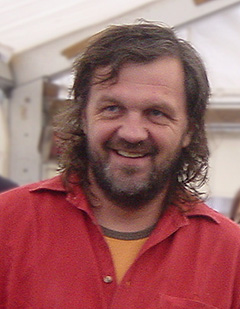
Emir Kusturica a Brussel·les (2005)

Després d'acabar el 1978 els seus estudis a l'Acadèmia d'Arts Interpretatives (FAMU) de Praga, Kusturica anà a Sarajevo i va començar a dirigir per a la televisió de Iugoslàvia. El 1981 va tenir un propici debut cinematogràfic amb Sjecas li se, Dolly Bell, que va guanyar el Lleó d'Or al Festival de Venècia. Quatre anys més tard, el 1985, va guanyar la Palma d'Or al Festival de Canes amb El pare en viatge de negocis. En aquestes dues pel·lícules treballà amb l'escriptor bosni Abdula Sidran, que hi va incloure nombrosos elements autobiogràfics. És en aquest moment que passa a formar part del grup musical Zabranjeno Pušenje, posteriorment The No Smoking Orchestra, on toca el baix. En aquest àmbit de la música coneix Goran Bregović, autor de la banda sonora en pel·lícules posteriors de Kusturica.
La pel·lícula Dom za vešanje, del 1989, va ser acollida positivament i posava el focus d'atenció en els gitanos, d'alguna manera sempre presents en totes les seves visions dels Balcans. Els anys noranta també van ser prolífics per a Kusturica, inclòs el seu debut als Estats Units amb la comèdia El somni d'Arizona (1993), i va tornar a guanyar la Palma d'Or el 1995 amb Underground, una èpica comèdia negra no exempta de polèmica. Escrita per Dušan Kovačević i finançada en part per la televisió iugoslava, la pel·lícula fa una revisió irònica de la història contemporània de Iugoslàvia, i mentre alguns crítics van assenyalar que Kusturica relatava una visió pro-sèrbia, d'altres van trobar pejorativa la visió que oferia de les diferents ètnies o nacionalitats dels Balcans.

## Filmografia
- Guernica, 1978, curtmetratge
- Sjećaš li se, Dolly Bell, 1981
- El pare en viatge de negocis (Otac na službenom putu), 1985
- Dom za vešanje, 1988
- El somni d'Arizona (Arizona Dream), 1993
- Underground, 1995
- Gat negre, gat blanc (Crna mačka, beli mačor), 1998
- Super 8 Stories, 2001, documental
- Life Is a Miracle (Život je čudo), 2004
- Promet-me (Zavet), 2007
- Maradona, 2008, documental
- L'affaire Farewell, 2009, on apareix com a actor
- En la via làctia (На млечном путу), 2016
- El Pepe, una vida suprema, 2018